# Centaurium erythraea
Centaurium erythraea là một loài thực vật có hoa trong họ Long đởm. Loài này được Rafn mô tả khoa học đầu tiên năm 1800.